# Xian de Xingguo
Le xian de Xingguo (兴国县 ; pinyin : Xīngguó Xiàn) est un district administratif de la province du Jiangxi en Chine. Il est placé sous la juridiction de la ville-préfecture de Ganzhou.

## Démographie
La population du district était de 652 429 habitants en 1999.